# 2-Nitroaniline
La 2-nitroaniline, ou 1-amino-2-nitrobenzène, est un composé organique de formule H2NC6H4NO2. C'est un dérivé de l'aniline, portant une fonction nitro en position 2. C'est donc l'un des trois isomères de la nitroaniline, le composé ortho, les deux autres étant la 3-nitroaniline (méta) et la 4-nitroaniline (para). Il est principalement utilisé comme précurseur de l'o-phénylènediamine.

## Synthèse
La 2-nitroaniline est préparée dans le commerce par réaction du 2-Nitrochlorobenzène avec de l'ammoniac :
ClC6H4NO2 + 2 NH3 → H2NC6H4NO2 + NH4Cl
De nombreuses autres méthodes existent pour la synthèse de ce composé. La nitration directe de l'aniline est inefficace car de l'anilinium est produit à la place. Le fait est que la nitration de l'acétanilide ne donne que des traces d'isomère 2-nitro s'obtient en raison du grand effet stérique de l'amide. La sulfonation est généralement utilisée pour bloquer la position 4 et augmente alors l'efficacité à 56%,.

Voies de synthèse de la 2-nitroaniline en laboratoire

## Utilisation

La liaison hydrogène intramoléculaire entraîne une très faible basicité pour la 2-nitroaniline.

La 2-nitroaniline est le principal précurseur des phénylènediamines, qui sont converties en benzimidazoles, une famille d'hétérocycles qui sont des composants clés des produits pharmaceutiques.
Outre sa réduction en phénylènediamine, la 2-nitroaniline peut subir d'autres réactions prévues pour les amines aromatiques. Elle est protonée pour donner les sels d'anilinium. En raison de l'influence du substituant nitro, l'amine présente une basicité près de 100 000 fois inférieure à l'aniline elle-même. La diazotation donne un dérivé de diazonium, qui est un précurseur de certains colorants azoïques. Son acétylation donne par ailleurs du 2-nitroacétanilide.